# Relations entre l'Espagne et les États-Unis

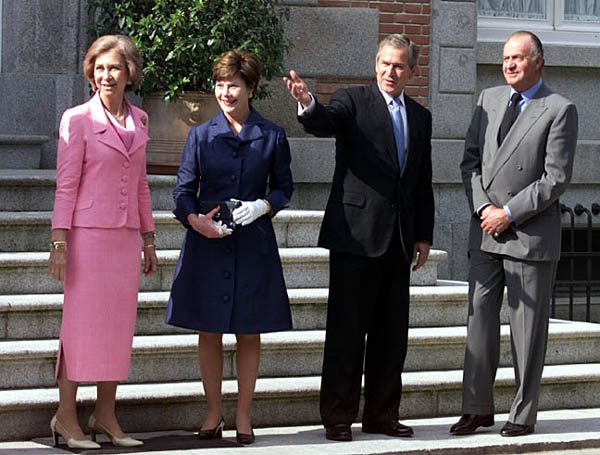
La reine Sofia, Laura Bush, le président George W. Bush et le roi Juan Carlos.

Les relations entre la monarchie constitutionnelle espagnole et les États-Unis d'Amérique, ou aussi appelées relations hispano-américaines, commencent dès la fin du XVIIIe siècle avec l'engagement de l'armée espagnole aux côtés des Américains, des Français et des Provinces-Unies face à l'armée britannique pendant la guerre d'indépendance des États-Unis.

## L'Espagne et la révolution américaine
L'Espagne déclare la guerre à la Grande-Bretagne en tant qu'allié de la France et fournit des fournitures et des munitions aux forces américaines. Cependant, l'Espagne n'est pas un allié des patriotes. Ainsi, la couronne espagnole hésite à reconnaître l'indépendance des États-Unis, car l'esprit révolutionnaire fait peur à Charles III. L'historien Thomas A. Bailey dit de l'Espagne :

« Bien qu'elle ait été attirée par la perspective d'une guerre [contre l'Angleterre] pour la restitution et la vengeance, elle a été repoussée par le spectre d'une république américaine indépendante et puissante. Un tel nouvel état pourrait atteindre les Alleghenies dans la vallée du Mississippi et saisir le territoire que l'Espagne voulait pour elle-même. »

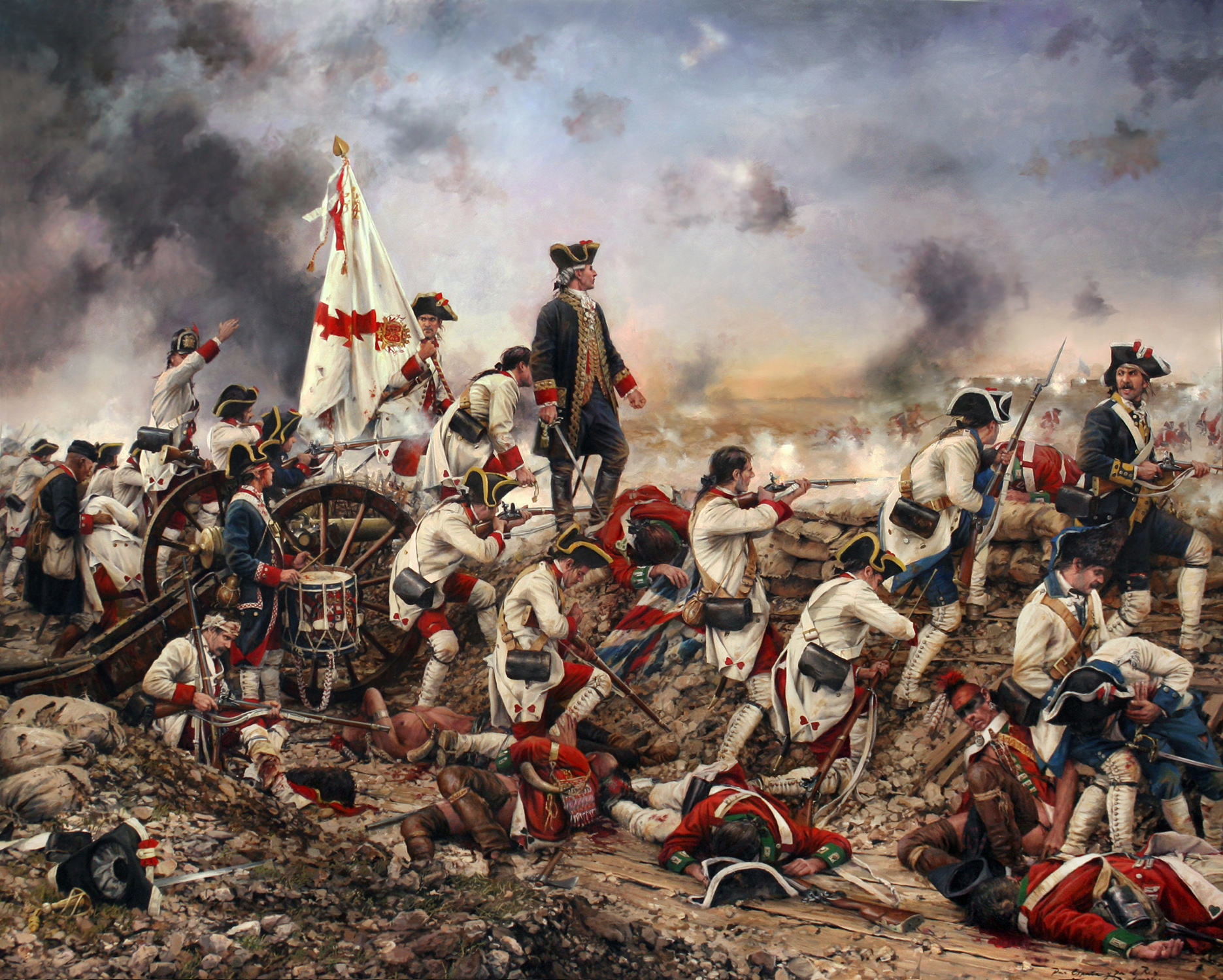
Peinture de Gálvez au siège de Pensacola par Augusto Ferrer-Dalmau

Parmi les guerriers espagnols les plus notables figure Bernardo de Gálvez y Madrid, comte de Gálvez, qui a vaincu les Britanniques à Manchac, Baton Rouge et Natchez en 1779, libérant la basse vallée du Mississippi des forces britanniques et soulageant la menace pesant sur la capitale de la Louisiane, La Nouvelle-Orléans. En 1780, il reprit Mobile et en 1781 prit par terre et par mer Pensacola, laissant les Britanniques sans bases dans le golfe du Mexique. En reconnaissance de ses actions en faveur de la cause américaine, George Washington l'a emmené à sa droite lors du défilé du 4 juillet et le Congrès américain a cité Gálvez pour son aide pendant la Révolution.

## L'Espagne et les États-Unis à la fin duXVIIIesiècle

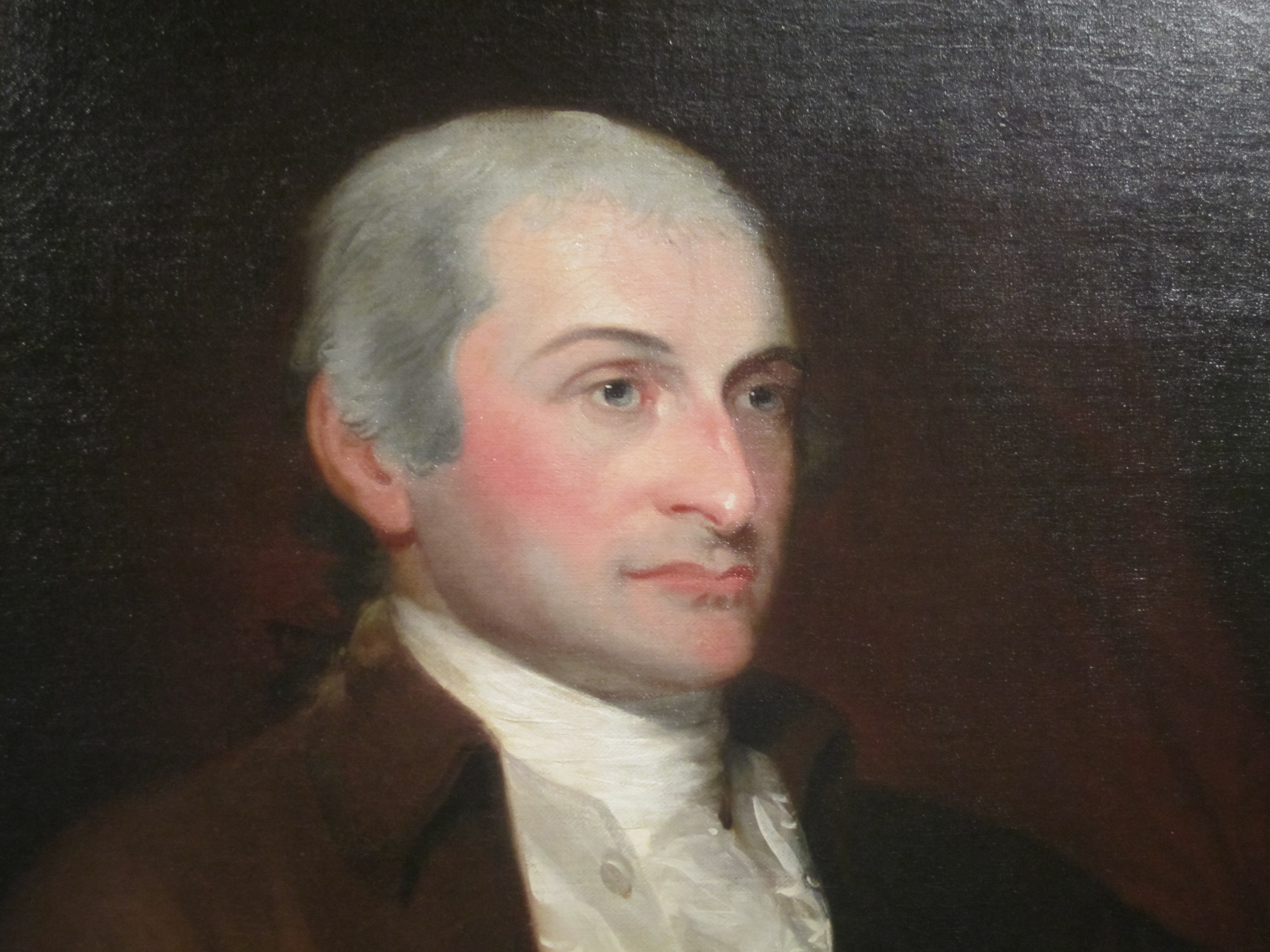
John Jay, ministre de l'Espagne et secrétaire des Affaires étrangères de 1784 à 1789.

Le premier ambassadeur des États-Unis en Espagne était John Jay (mais n'a pas été officiellement reçu à la cour). Le successeur de Jay, William Carmichael, a épousé une Espagnole et est enterré au cimetière catholique de Madrid. Des liens amicaux s'établissent : George Washington a créé l'industrie américaine de l'élevage de mulets avec de grands ânes de haute qualité envoyés par le roi d'Espagne (ainsi que Lafayette).

## Le début duXIXesiècle
Les relations hispano-américaines ont souffert au XIXe siècle, les deux pays se faisant concurrence pour le territoire et les concessions dans le Nouveau Monde. « Culturellement, ils se sont mal compris et se sont méfiés », a écrit James W. Cortada. «Les conflits politiques et les différences culturelles ont coloré les relations entre les deux nations tout au long du XIXe siècle, créant une tradition de conflit de nature généralement hostile. En 1855, il existait un héritage de problèmes, d'images hostiles et de soupçons qui influençait profondément leurs relations.
Pendant la guerre de la Péninsule, lorsque l'Espagne avait deux rois rivaux - le Bourbon Fernando VII renversé et le frère de Napoléon, Joseph Bonaparte, intronisé sous le nom de José Ier d'Espagne - les États-Unis ont officiellement maintenu une position neutre entre eux. L'ambassadeur Luis de Onís, arrivé à New York en 1809, représentant le gouvernement de Fernando VII, s'est vu refuser une audience pour présenter ses lettres de créance au président Madison. Il n'a été officiellement reconnu par le gouvernement américain qu'en 1815, après la défaite de Napoléon - bien qu'entre-temps il se soit établi à Philadelphie et ait officieusement mené une vaste activité diplomatique.
Les deux pays se sont trouvés sur des côtés opposés pendant la guerre de 1812. En 1812, l'existence continue des colonies espagnoles à l'est du fleuve Mississippi a provoqué le ressentiment aux États-Unis. Des esclaves évadés y sont allés et se sont armés. L'Espagne a cessé de renvoyer les évadés en 1794. Avec le soutien clandestin de Washington, les colons américains des Florides se sont révoltés contre la domination espagnole et l'Espagne a perdu la Floride occidentale. Entre 1806 et 1821, la zone connue sous le nom de « État libre de Sabine » était une zone entre le Texas espagnol et les États-Unis que les deux parties sont convenues de maintenir comme neutre en raison de différends sur la région.

## Milieu duXIXesiècle

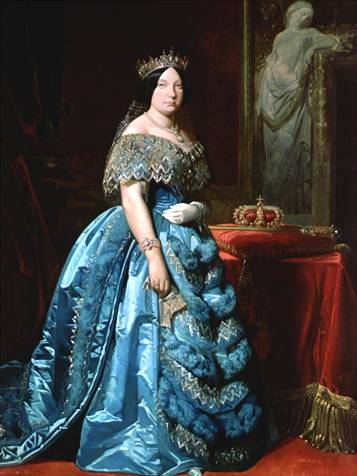
Reine Isabelle II

Les tensions continues tout au long du XIXe siècle. La reine Isabelle II, qui régna de 1833 à 1868, devient une figure dominante des relations hispano-américaines. En 1839, elle s'engage dans l'affaire Amistad, sur le sort de la goélette La Amistad et des 53 esclaves qu'elle transporte. Isabella est l'un des nombreux prétendants à leur propriété, et même après sa résolution en 1841, à la suite d'une décision de la Cour suprême des États-Unis, le gouvernement espagnol continue à faire pression pour obtenir une indemnisation. Elle implique son pays dans la guerre des îles Chincha (1864-1866), qui a opposé l'Espagne à ses anciennes possessions du Pérou et du Chili. Le ministre américain au Chili, Hugh Judson Kilpatrick, est impliqué dans une tentative d'arbitrage entre les combattants de la guerre des îles Chincha. La tentative échoue et Kilpatrick demande au commandant naval américain, le commandant Rodgers, de défendre le port et d'attaquer la flotte espagnole. L'amiral Casto Méndez Núñez répond : 

« Je serai obligé de couler [les navires américains], car même s'il me reste un navire, je procéderai au bombardement. L'Espagne, la reine et moi préférons l'honneur sans navires plutôt que les navires sans honneur. ("España prefiere honra sin barcos a barcos sin honra"). »

Pendant la guerre des îles Chincha, l'amiral espagnol Pareja impose un blocus des principaux ports du Chili. Le blocus du port de Valparaíso, cependant, cause de tels dommages économiques aux intérêts chiliens et étrangers, que les navires de guerre navals neutres des États-Unis et de la Grande-Bretagne déposent une protestation officielle. 

### Cuba
La question de Cuba domine les relations entre l'Espagne et les États-Unis pendant cette période. Alors que les États-Unis souhaitent développer leur commerce et leurs investissements à Cuba au cours de cette période, les autorités espagnoles appliquent une série de réglementations commerciales destinées à décourager les relations commerciales entre Cuba et les États-Unis. L'Espagne pense que l'empiètement économique américain entraînerait une annexion physique de l'île ; le royaume façonne sa politique coloniale en conséquence.

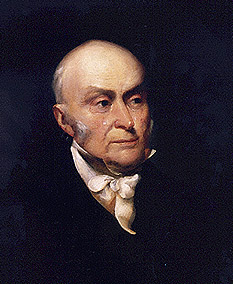
John Quincy Adams, qui en tant que secrétaire d'État américain a comparé Cuba à une pomme qui, si elle était séparée de l'Espagne, graviterait vers les États-Unis

Dans une lettre adressée à Hugh Nelson, ministre américain en Espagne, le secrétaire d'État John Quincy Adams décrit la probabilité d'une «annexion de Cuba» par les États-Unis d'ici un demi-siècle en dépit des obstacles : 

« Mais il existe des lois de gravitation politique et physique ; et si une pomme coupée par la tempête de son arbre natal ne peut choisir que de tomber au sol, Cuba, disjoint par la force de son propre lien artificiel avec l'Espagne, et incapable de subvenir à ses besoins, ne peut graviter que vers l'Union nord-américaine, qui par la même la loi de la nature ne peut la chasser de son sein. »

## L'Espagne et la guerre civile américaine et après

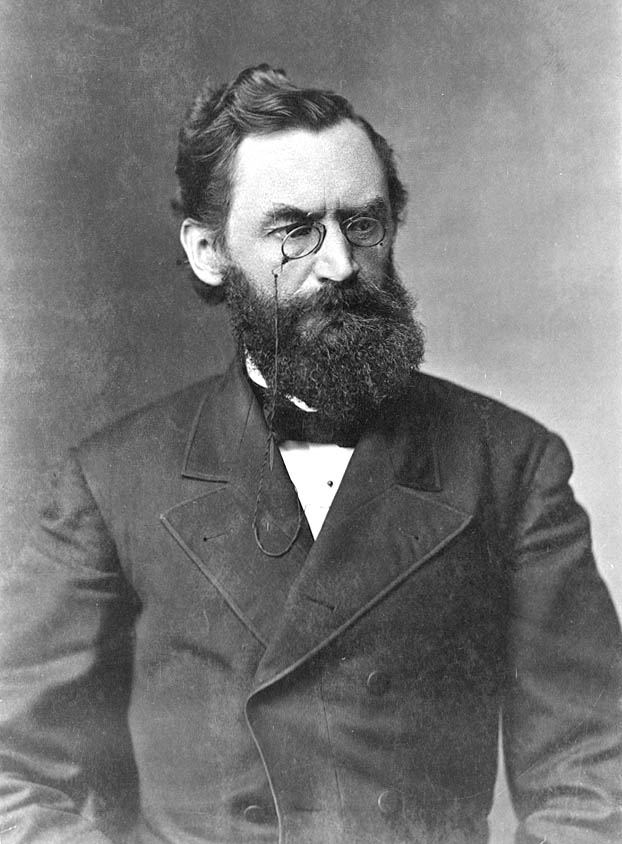
Carl Schurz, ministre en Espagne pendant la guerre civile américaine.

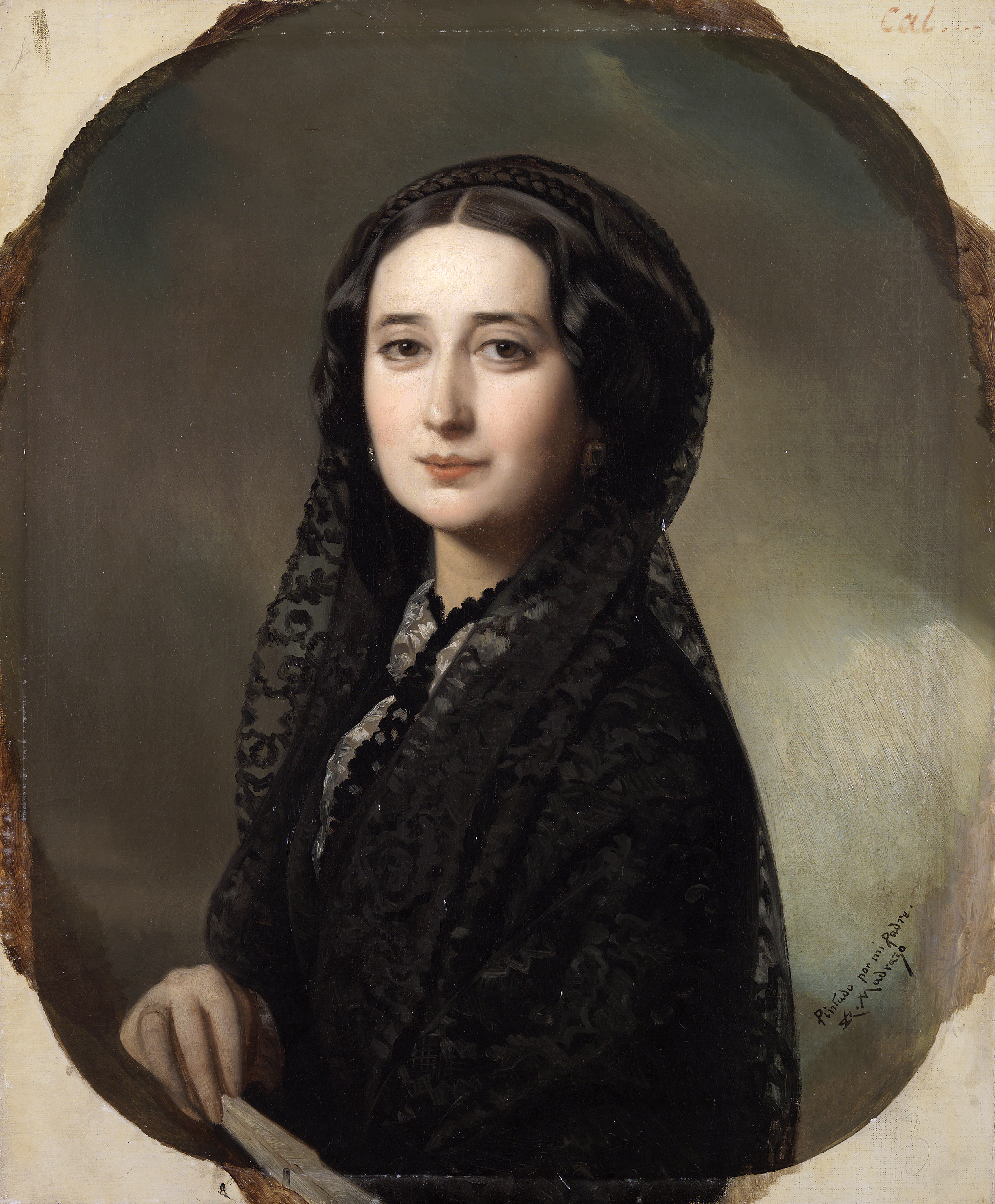
Carolina Coronado.

## Guerre hispano américaine

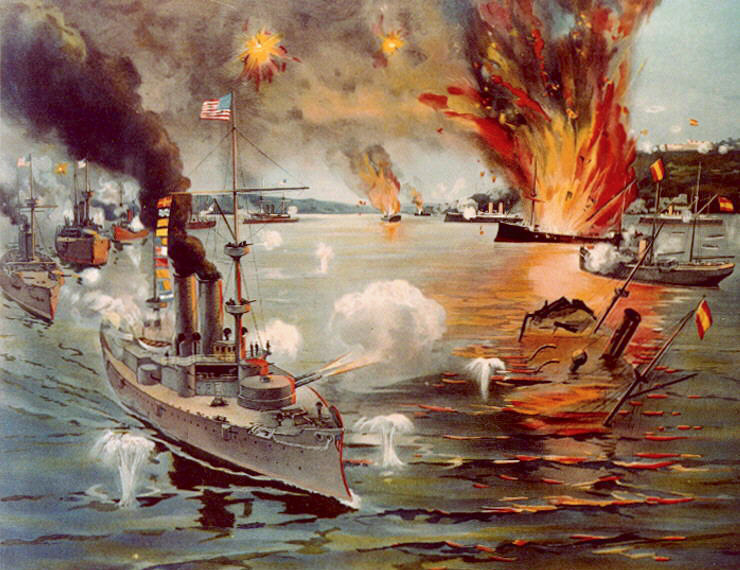
La bataille de la baie de Manille, 1898

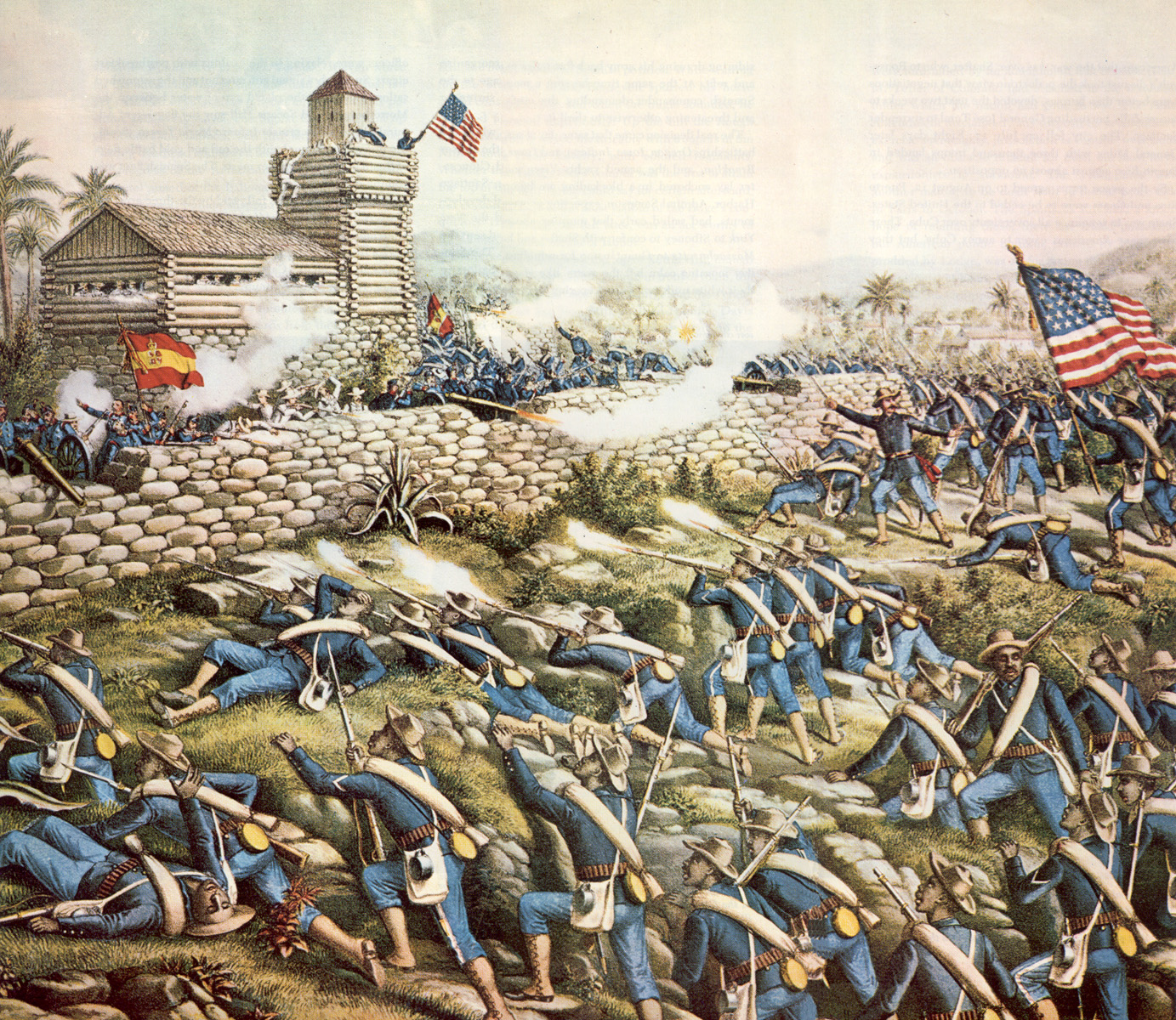
Détail de la charge de la 24e et 25e infanterie de couleur et sauvetage des cavaliers rudes à San Juan Hill, le 2 juillet 1898, illustrant la bataille de San Juan Hill.

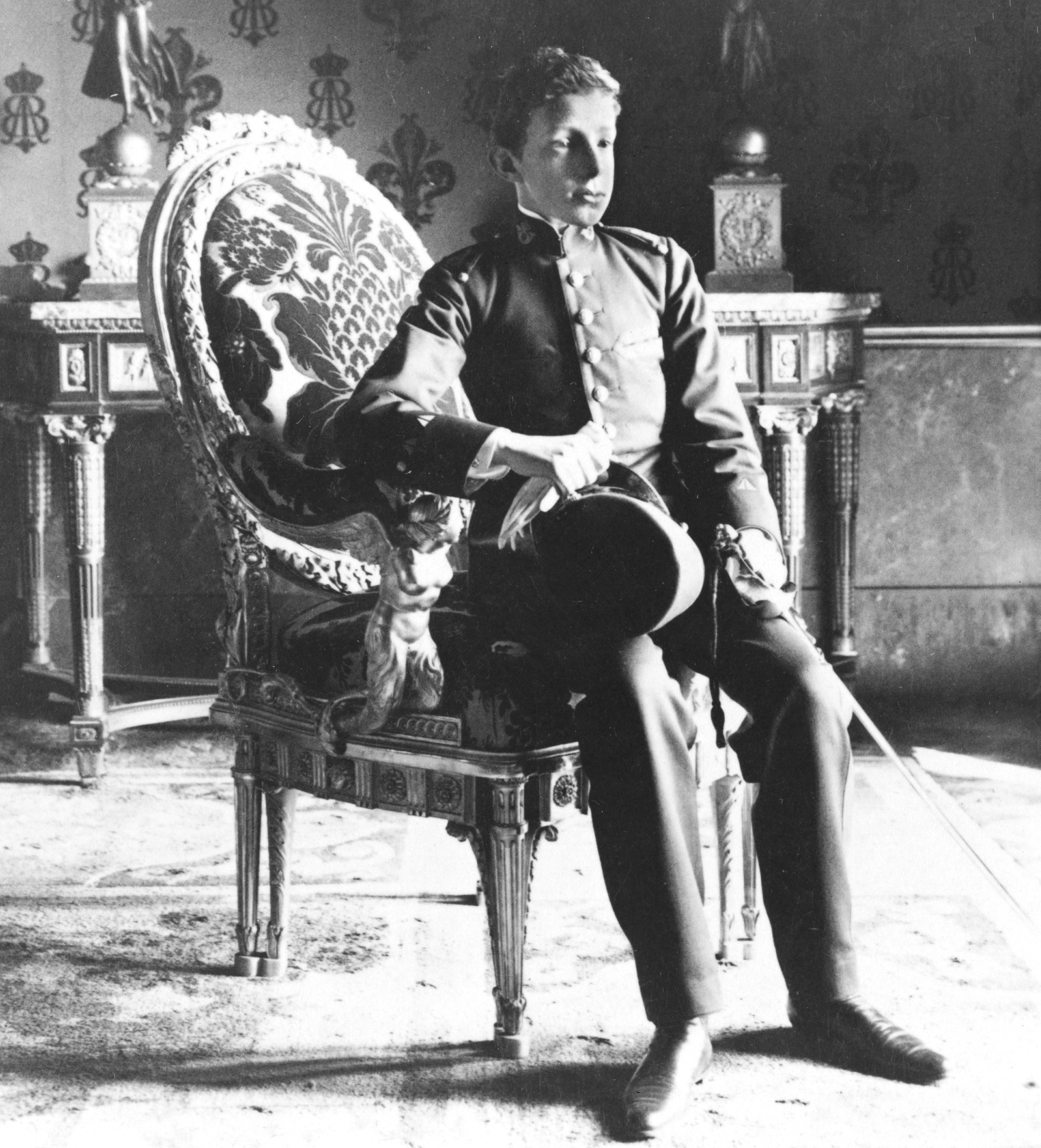
Alfonso XIII d'Espagne, 1901

## La guerre civile espagnole 1936-1939

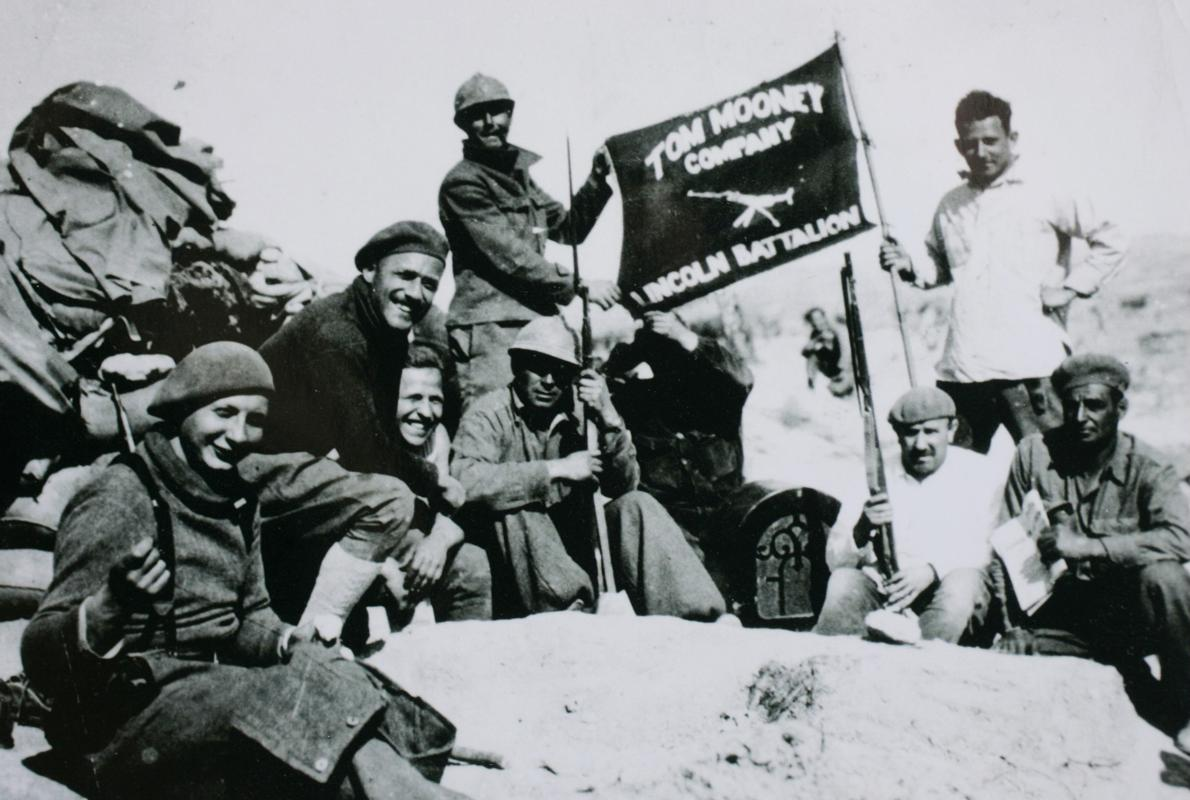
Des membres de la Tom Mooney Company du bataillon Abraham Lincoln en 1937.

## Les États-Unis et Franco

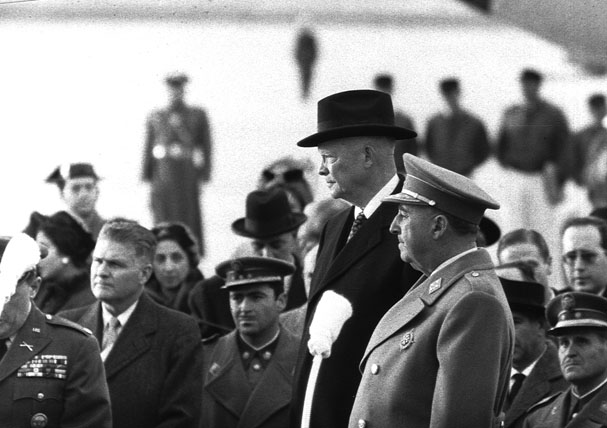
Francisco Franco et le président américain Dwight D. Eisenhower à Madrid en 1959

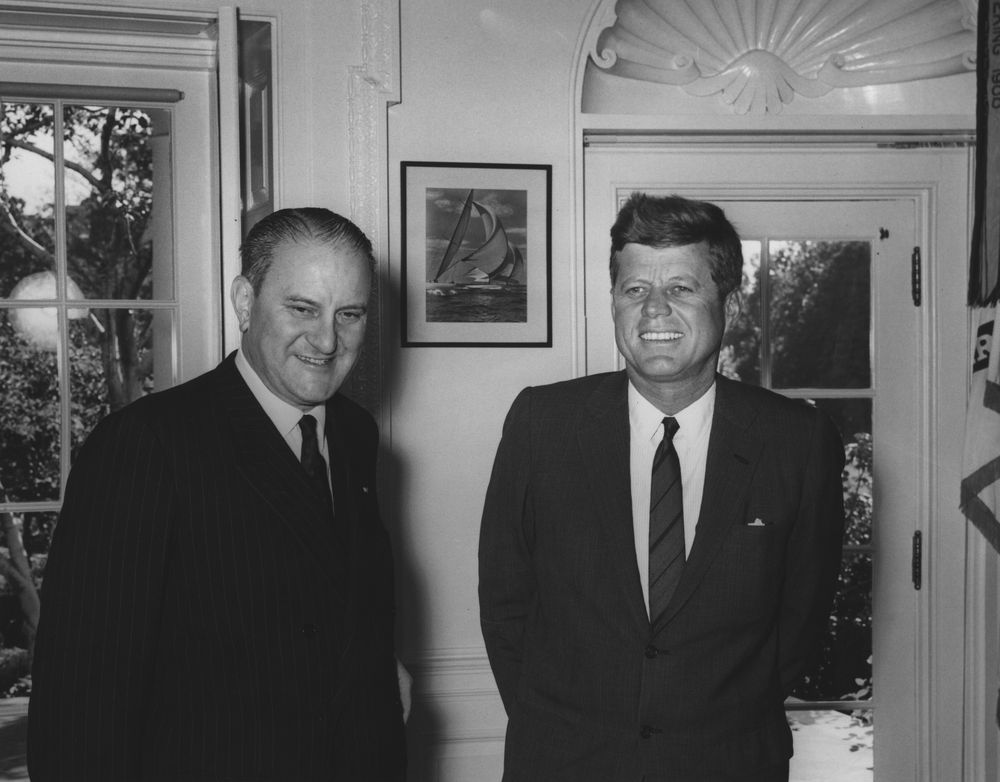
John Fitzgerald Kennedy recevant Fernando María Castiella à la Maison-Blanche en octobre 1963.

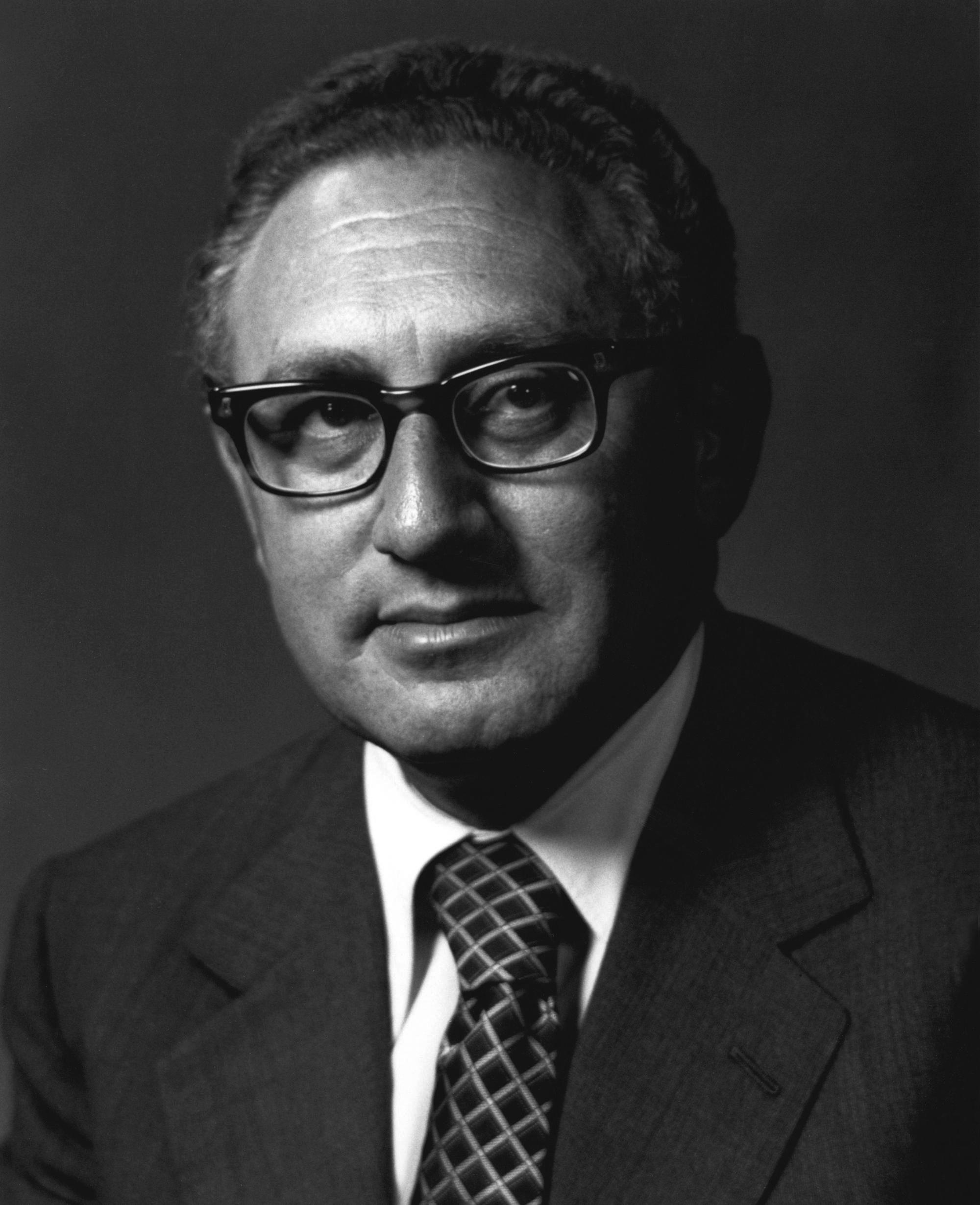
Les préoccupations américaines en Espagne pendant le mandat d'Henry Kissinger en tant que conseiller à la sécurité nationale et en tant que secrétaire d'État des États-Unis dans les administrations Nixon et Ford incluaient la volonté de garder le contrôle des bases militaires américaines en Espagne et l'idée de favoriser un régime ordonné. changer après la mort imminente de Franco.

## L'ère post-franquiste

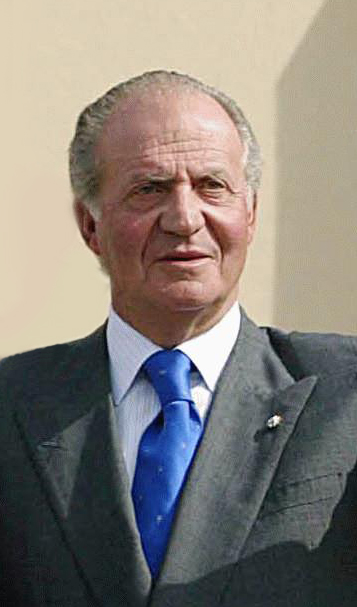
Juan Carlos Ier d'Espagne.

## Guerre en Irak

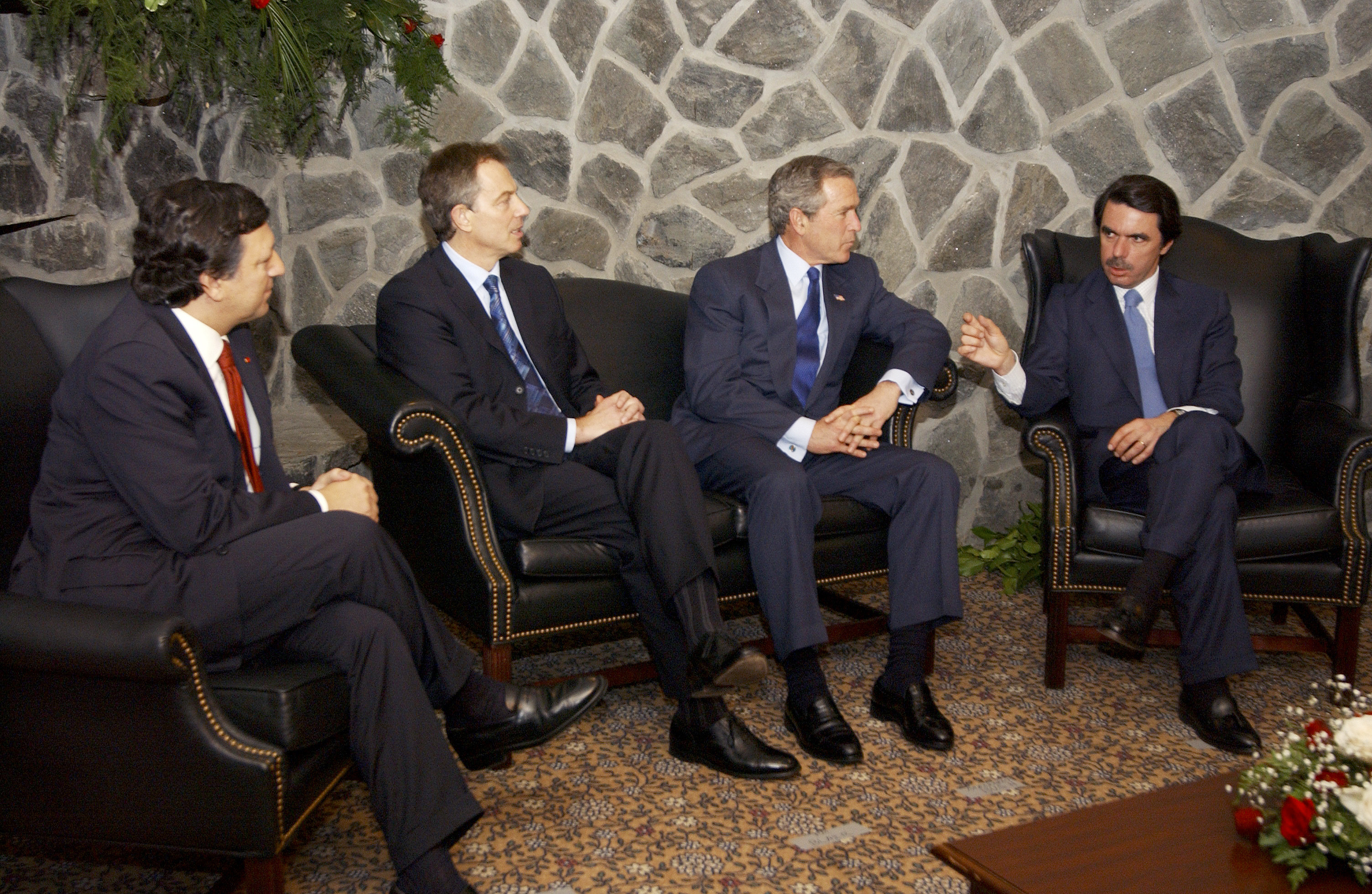
Barroso, Blair, Bush et Aznar aux Açores

Le Premier ministre José María Aznar soutient activement George W. Bush et le Premier ministre britannique Tony Blair dans la guerre contre le terrorisme,. Aznar rencontre Bush lors d'une réunion privée avant l'invasion de l'Irak en 2003 pour discuter de la situation au Conseil de sécurité de l'ONU. Le journal espagnol El País divulgue une transcription partielle de la réunion. Aznar est l'un des signataires de la lettre des huit qui défend l'invasion sur la base de renseignements secrets contenant des preuves de la prolifération nucléaire du gouvernement irakien. La majorité de la population espagnole, y compris certains membres du Parti Populaire d'Aznar, sont pourtant contre la guerre.

## Bush et Zapatero, 2004–2008

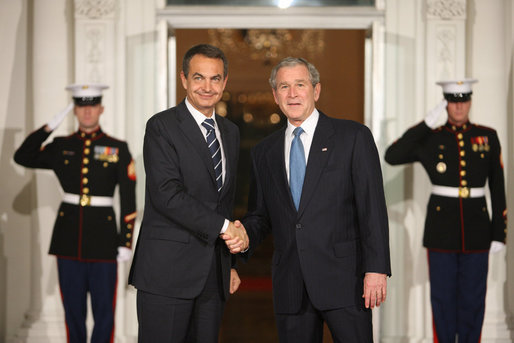
Le Premier ministre José Luis Rodríguez Zapatero et le président George W. Bush se réunissent pour le Sommet des dirigeants du G-20 sur les marchés financiers et l'économie mondiale en 2008 à la Maison-Blanche en novembre 2008. Les tensions sont montées entre les gouvernements Zapatero et Bush sur des questions telles que la guerre en Irak.

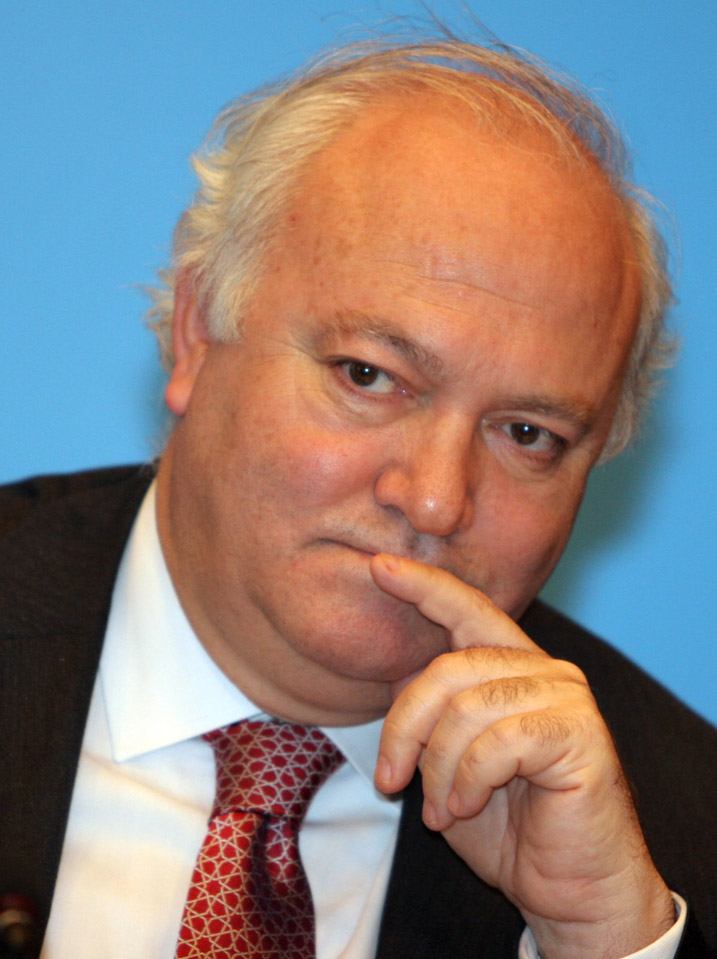
Miguel Ángel Moratinos

### Venezuela et Bolivie

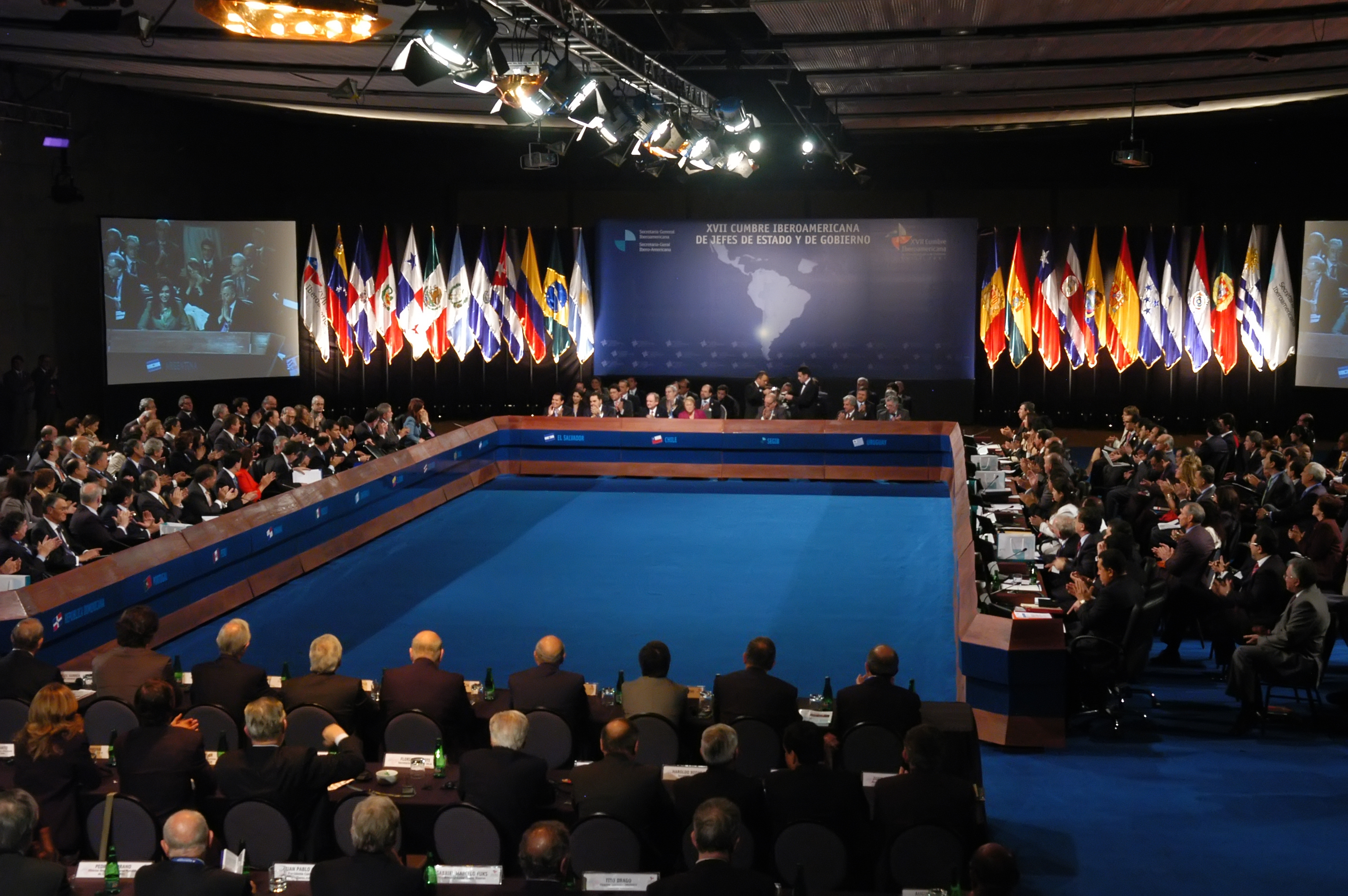
Sommet ibéro-américain, 2007: Juan Carlos, Zapatero et Chávez sont assis à droite.

## Nouvelle étape dans les relations: de 2009 à aujourd'hui

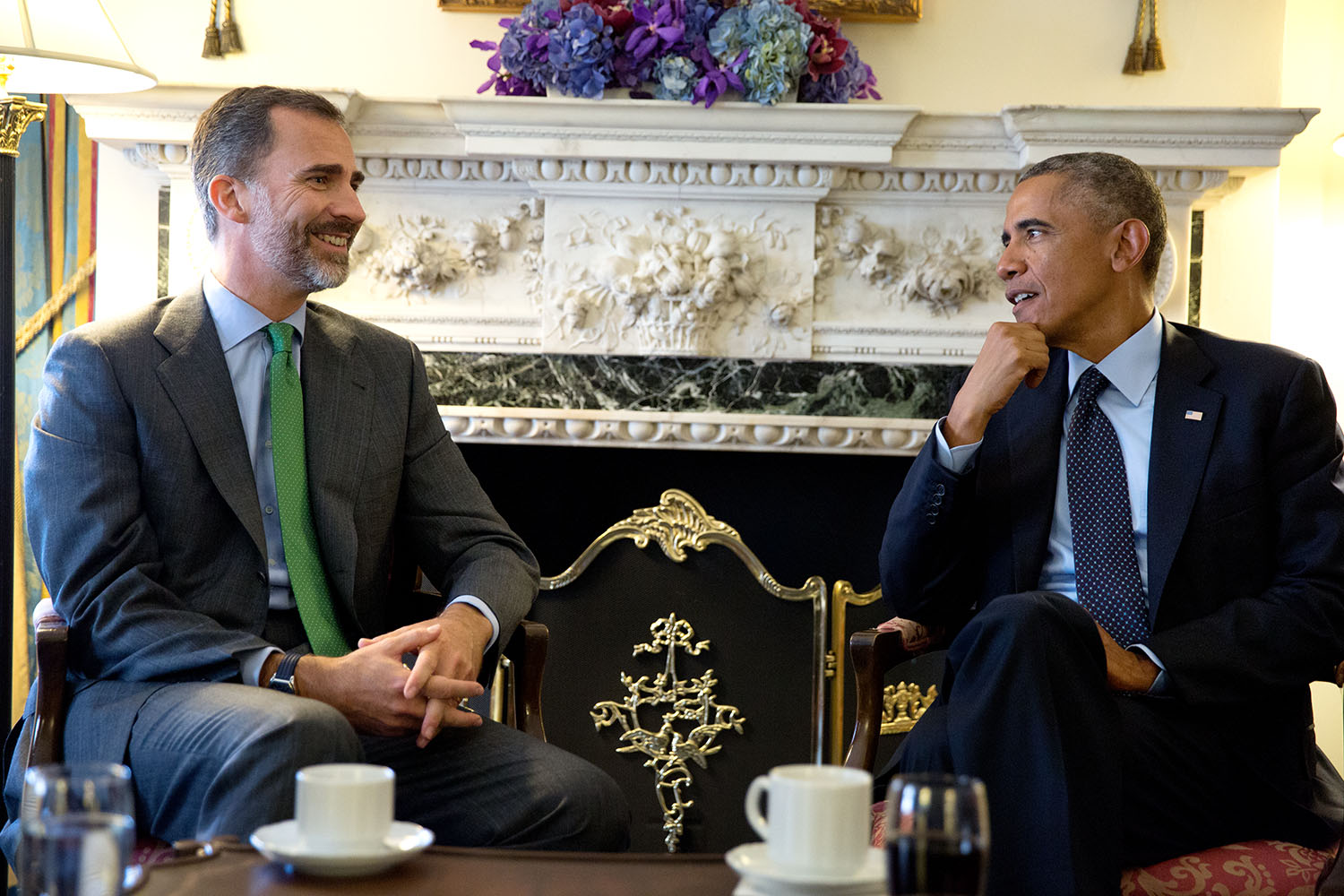
Le roi Felipe VI et le président Barack Obama.

## Missions diplomatiques
| Of Spain - Washington (ambassade) - Boston (consulat général) - Chicago (consulat général) - Houston (consulat général) - Los Angeles (consulat général) - Miami (consulat général) - New York (consulat général) - San Francisco (consulat général) - San Juan (consulat général) | Of United States - Madrid (ambassade) - Barcelone (Consulate-General) - Valence (Consular Agency) - Las Palmas (Consular Agency) - Fuengirola (Consular Agency) - Palma de Mallorca (Consular Agency) - Séville (Consular Agency) |

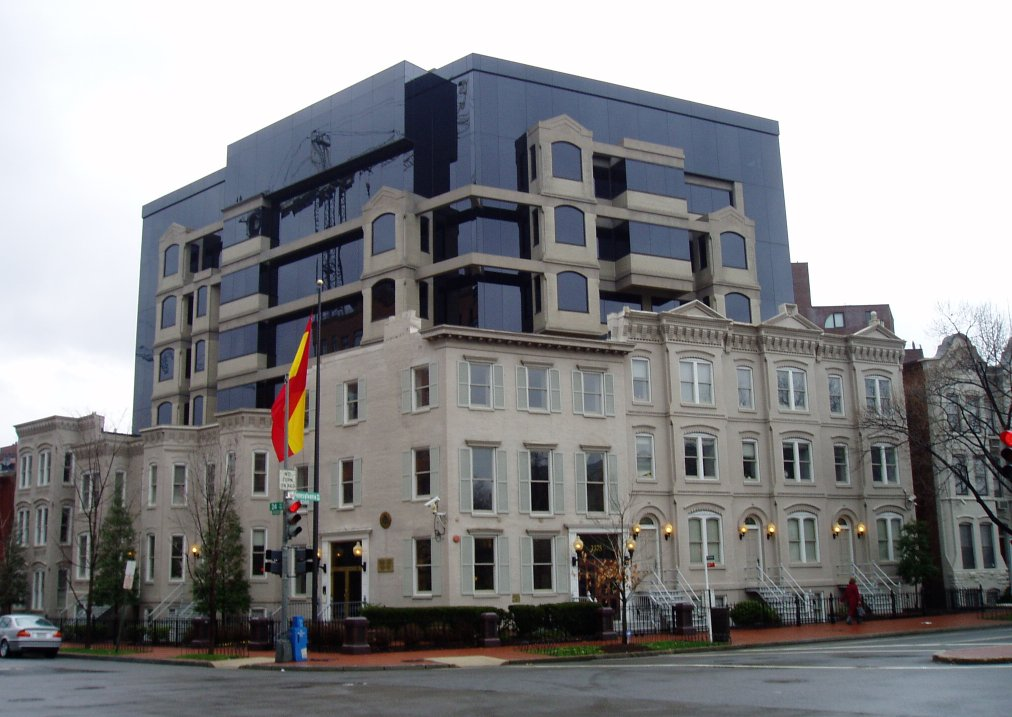
Ambassade d'Espagne à Washington
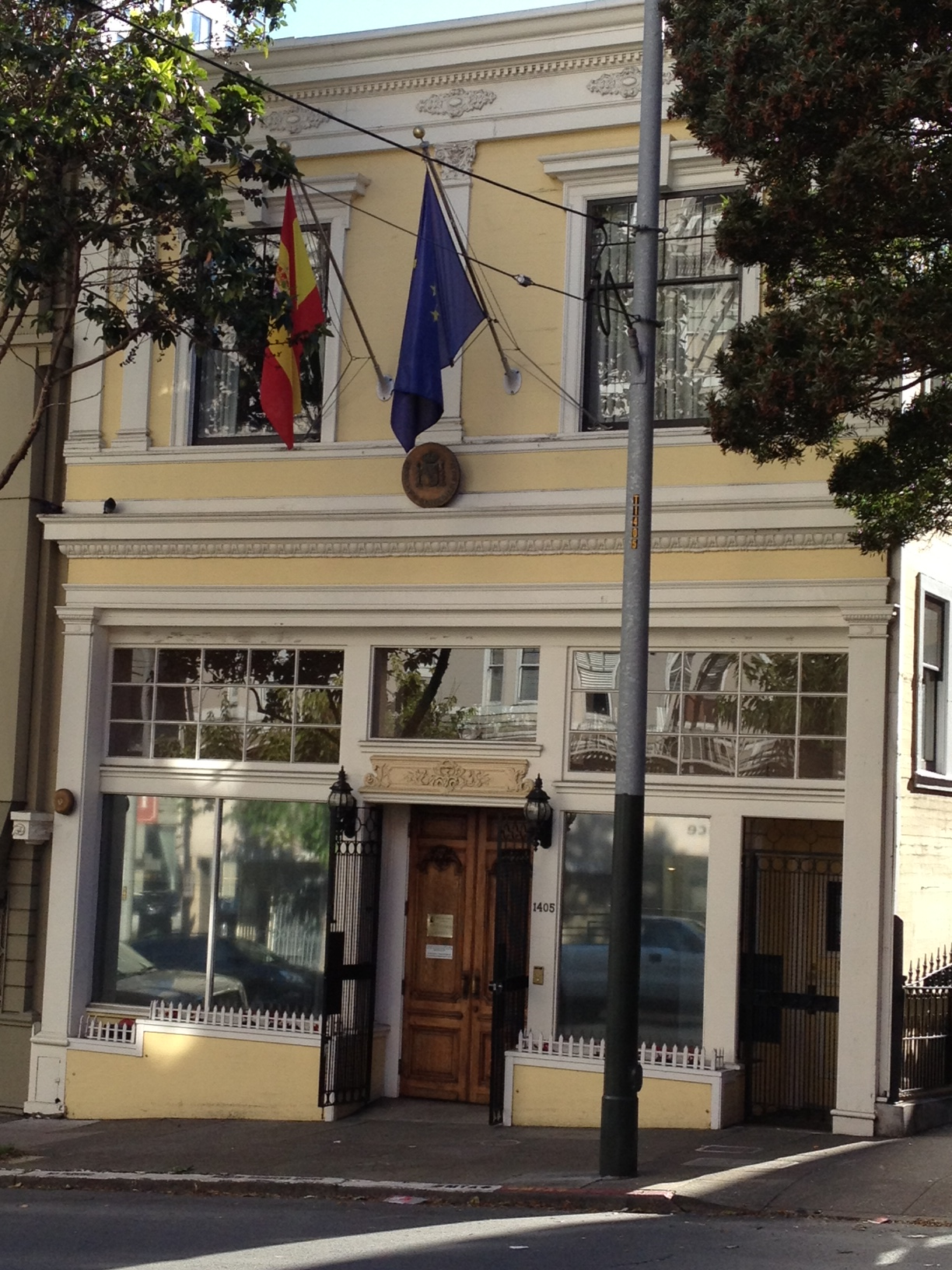
Consulat général d'Espagne à San Francisco
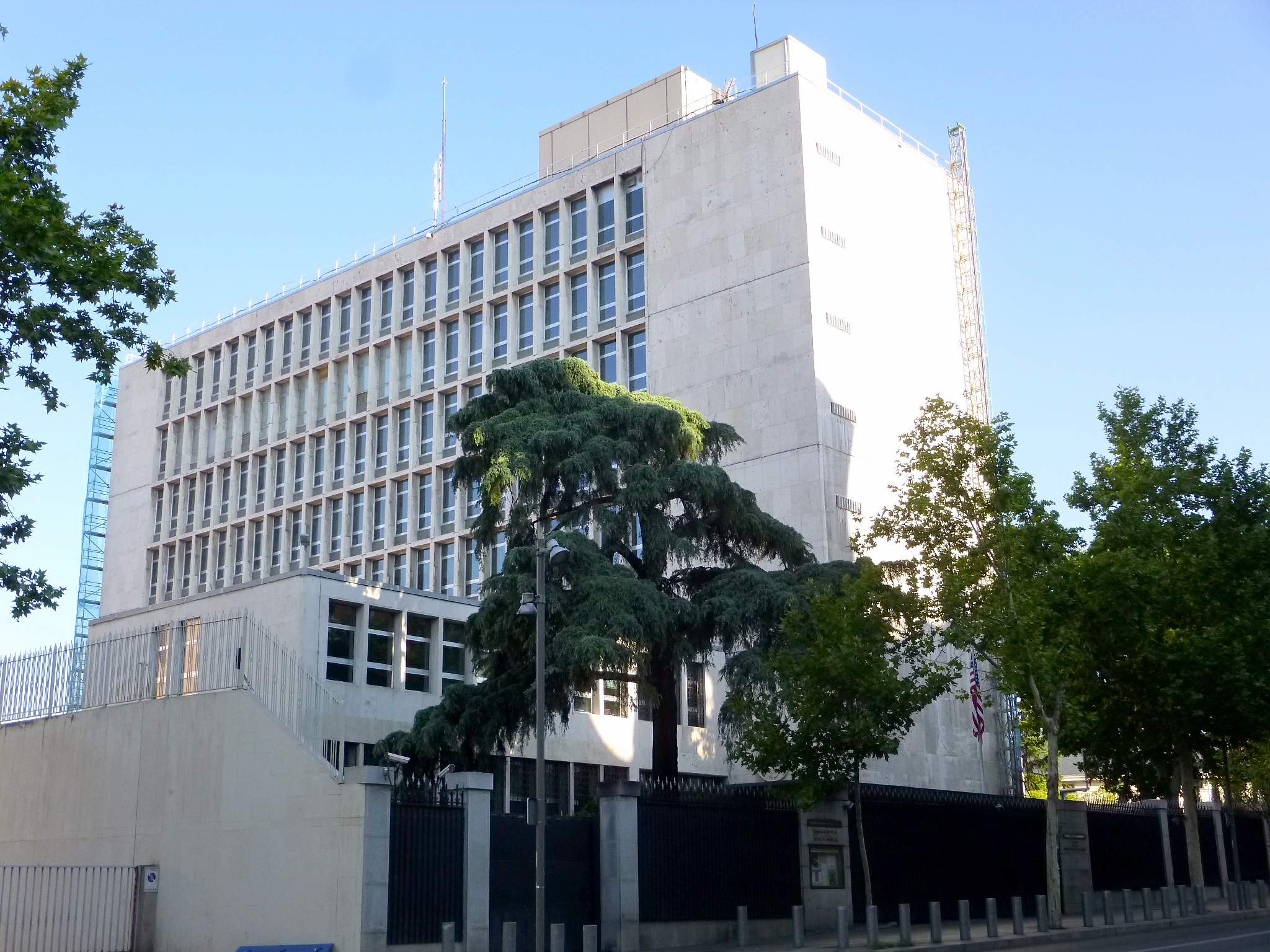
Ambassade des États-Unis à Madrid
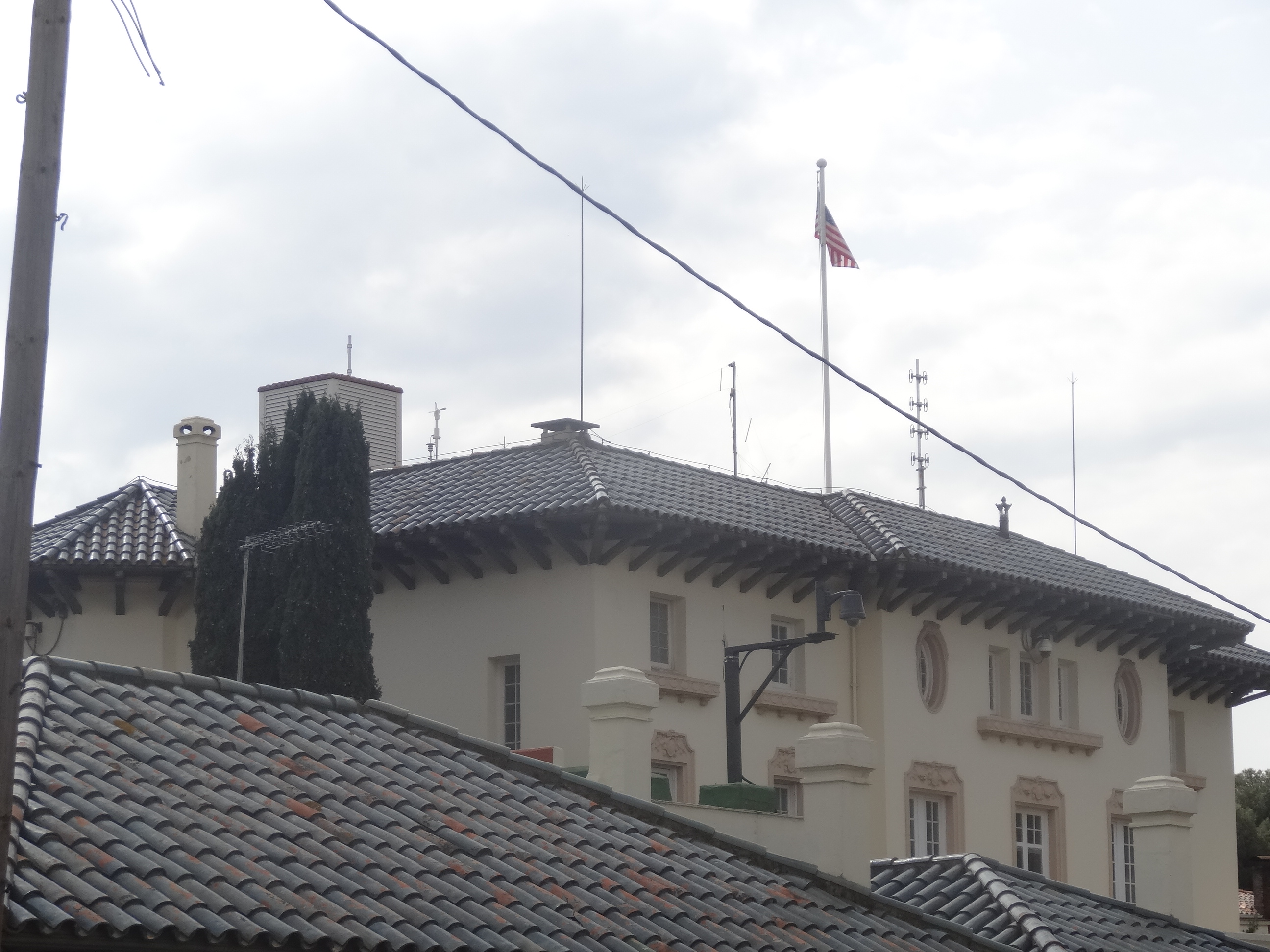
Consulat général des États-Unis à Barcelone

## Les sondages
Selon le USA Global Leadership Report de 2012, 34 % des Espagnols approuvent le leadership américain, 33 % désapprouvant et 34 % incertains. Selon un sondage BBC World Service de 2013, 43 % des Espagnols voient l'influence des États-Unis positivement, et seulement 25 % expriment une opinion négative. Une enquête menée en 2017 par le Pew Research Center a montré que 60% des Espagnols avaient une opinion négative des États-Unis, et seulement 31 % avaient une opinion positive. La même étude a également montré que seulement 7 % des Espagnols avaient confiance en l'actuel dirigeant américain, le président Donald Trump, 70% n'ayant aucune confiance dans le président sortant.

## Comparaison des pays
|                                    | Royaume d'Espagne                                             | États-Unis d'Amérique |
| ---------------------------------- | ------------------------------------------------------------- | --- |
| Blason                             |                                                               | |
| Drapeau                            | Drapeau de l'Espagne                                          | Drapeau des États-Unis |
| Fuseaux horaires                   | 2                                                             | 9 |
| Population                         | 46 354 321                                                    | 329 562 579 |
| Région                             | 505 990 km 2 (195360 mi carrés)                               | 9 833 634 km 2 (3,796,787 milles carrés) |
| Densité de population              | 92 / km 2 (238 / milles carrés)                               | 35 / km 2 (87,4 / milles carrés) |
| Capitale                           | Madrid                                                        | Washington |
| Ville la plus grande               | Madrid - 3 141 991 Barcelone - 1 620 343 Valence - 791 413    | New York - 8 600 710 Los Angeles - 3 999 759 Chicago - 2 716 450 |
| Établi                             | 20 janvier 1479 (Unification) 9 juin 1715 (centralisation)    | 4 juillet 1776 (Déclaration) 3 septembre 1783 (Reconnaissance) |
| Gouvernement                       | Monarchie constitutionnelle parlementaire unitaire            | République constitutionnelle présidentielle fédérale |
| Dirigeants actuels                 | Monarque : Felipe VI                                          | Président : Joe Biden |
| Dirigeants actuels                 | Premier ministre : Pedro Sánchez                              | Vice-présidente : Kamala Harris |
| langue nationale                   | Espagnol                                                      | Anglais |
| Religion                           | 68,9% catholique 27,1% d'irréligion 2,8% Autres religions     | 48,5% protestant 22,7% catholique 1,8% mormon 21,3% d'irréligion 2,1% de judaïsme 2,7% Autres religions                                                                                        |
| Groupes ethniques[réf. nécessaire] | 88% de ressortissants espagnols 12% d'immigrants              | 72,4% Américain Européen 12,6% Afro-américain 4,8% Américain d'origine asiatique 0,9% Amérindiens et autochtones d'Alaska 0,2% Hawaïen et insulaire du Pacifique 6,2% Autre 2,9% multiethnique |
| PIB (nominal)                      | 1 864 milliards de dollars (soit 40 290 dollars par habitant) | 21 433 milliards de dollars (soit 67 427 dollars par habitant) |

- Américains basques
- Liste des ambassadeurs d'Espagne aux États-Unis
- Liste des ambassadeurs des États-Unis en Espagne
- Américains espagnols
- Forces aériennes américaines en Europe
- Sentiment anti-américain en Espagne
- Relations UE-États-Unis